# بيني غرانت
بيني غرانت هو لاعب هوكي الجليد كندي، ولد في 14 يوليو 1908 في أوين ساوند في كندا، وتوفي في 30 يوليو 1991.

## وصلات خارجية
- بيني غرانت على موقع دوري الهوكي الوطني (الإنجليزية)
- بيني غرانت على موقع قاعة مشاهير الهوكي (لاعب أن.إتش.أل) (الإنجليزية)
- بيني غرانت على موقع EliteProspects.com (الإنجليزية)
- بيني غرانت على موقع HockeyDB.com (الإنجليزية)
- بيني غرانت على موقع Hockey-Reference.com (الإنجليزية)